# リーヴァイ・モートン
リーヴァイ・パーソンズ・モートン (Levi Parsons Morton, 1824年5月16日 - 1920年5月16日)は、アメリカ合衆国の政治家。ニューヨーク州選出下院議員および第22代アメリカ合衆国副大統領。副大統領退任後にニューヨーク州知事も務めた。
モートンはバーモント州アディソン郡ショアーハムで生まれた。彼はマサチューセッツ州エンフィールドで雑貨店の店員として働いた後ニューハンプシャー州ボスコーウェンの学校で学び、ニューハンプシャー州ハノーヴァーで商業に従事、その後ボストン市に転居し、続いてニューヨークで織物業を始めた。その後同地で銀行員として勤務した。彼は1876年に第45議会への下院議員候補として立候補したが落選した。彼は1878年のパリ万国博覧会への名誉委員をラザフォード・B・ヘイズ大統領に任命された。
モートンは共和党から第46および第47議会への下院議員として選出され、1879年3月4日から1881年3月21日に辞職するまで同職を務めた。1880年の大統領選挙で大統領候補ジェームズ・ガーフィールドは彼に副大統領候補を依頼したが、モートンは拒否し代わりに駐英大使か駐仏大使に任命してくれるよう依頼した。彼は1881年から1885年まで駐仏大使を務め、1888年の大統領選挙ではベンジャミン・ハリソンの副大統領として当選し、1889年3月4日から1893年3月4日まで副大統領職を務めた。彼はその後1895年から1897年までニューヨーク州知事であった。彼は公の職を退いた後、不動産投資家となった。彼はニューヨーク州ダッチェス郡ラインベックで96歳の誕生日に死去し、ラインベック墓地に埋葬された。